# Tabernash (Colorado)
Tabernash es un pueblo ubicado en el condado de Grand en el estado estadounidense de Colorado. En el año 2010 tenía una población de 417 habitantes y una densidad poblacional de 39,7 personas por km².

## Geografía
Tabernash se encuentra ubicada en las coordenadas 39°59′33″N 105°50′47″O / 39.99250, -105.84639.

## Demografía
Según la Oficina del Censo en 2000 los ingresos medios por hogar en la localidad eran de $40,179, y los ingresos medios por familia eran $12,411. Los hombres tenían unos ingresos medios de $36,250 frente a los $24,750 para las mujeres. La renta per cápita para la localidad era de $20,485. Alrededor del 27,4% de la población estaba por debajo del umbral de pobreza.